# Величківський Яків
Величківський Яків (Величко Яків, кінець 17 ст. — після 1737) — церковний, громадський, політичний та освітній діяч України. Очевидно, походив з козацько-старшинського роду Полтавського полку. У 1720-х рр. навчався в богословському класі Київської академії (див. Києво-Могилянська академія). Після закінчення отримав посаду полтавського протопопа. Академічні знання допомогли йому стати членом одного з духовних судів на Полтавщині. Невдовзі В. увійшов до першого складу спеціальної кодифікаційної комісії зі створення зводу писаних правових норм України, в якій працював впродовж 1728–35. Ця комісія підготувала визначну пам'ятку української правової думки 18 ст. «Права, за якими судиться малоросійський народ» (1743). 1736–37 викладав у Київській академії. Подальша доля невідома.